# Heseln
Heseln ist ein Ort von insgesamt 106 Ortschaften der Gemeinde Reichshof im Oberbergischen Kreis im nordrhein-westfälischen Regierungsbezirk Köln in Deutschland.

## Lage und Beschreibung
Der Ort liegt südlich der Wiehltalsperre, die nächstgelegenen Zentren sind Gummersbach (24 km nordwestlich), Köln (61 km westlich) und Siegen (45 km südöstlich).

## Geschichte

### Erstnennung
1541 wurde der Ort das erste Mal urkundlich erwähnt. „Johan in den Hesselen wird als Zeuge bei einem Grenzumgang genannt.“ 
Die Schreibweise der Erstnennung war in den Hesselen.
| Bevölkerungsentwicklung | Bevölkerungsentwicklung |
| Jahr                    | Einwohner               |
| ----------------------- | ----------------------- |
| 1946                    | 32                      |
| 1991                    | 33                      |
| 2005                    | 35                      |
| 2006                    | 35                      |
| 2008                    | 35                      |
| 2017                    | 24                      |
| 2018                    | 30                      |
| 2019                    | 28                      |